# Ҍ (слово ћирилице)
Ҍ ҍ (Ҍ ҍ; искошено: Ҍ ҍ; полумеки знак) је слово ћириличног писма. Полумеки знак се користи у азбуци језика Килдин-Сами, где указује на палатализацију претходног стајалишта, /нʲ/, /тʲ/ или /дʲ/. Понекад се назива и „полупалатализација“
Има сличан облик као јат (Ѣ, ѣ), али је виша хоризонтална црта краћа.

## Рачунарски кодови
| Знак                      | Ҍ                                     | Ҍ                                     | ҍ                                   | ҍ                                   |
| ------------------------- | ------------------------------------- | ------------------------------------- | ----------------------------------- | ----------------------------------- |
| Назив у Уникоду           | CYRILLIC CAPITAL LETTER SEMISOFT SIGN | CYRILLIC CAPITAL LETTER SEMISOFT SIGN | CYRILLIC SMALL LETTER SEMISOFT SIGN | CYRILLIC SMALL LETTER SEMISOFT SIGN |
| Врста кодирања            | децимална                             | хексадецимална                        | децимална                           | хексадецимална                      |
| Уникод                    | 1164                                  | U+048C                                | 1165                                | U+048D                              |
| UTF-8                     | 210 140                               | D2 8C                                 | 210 141                             | D2 8D                               |
| Нумеричка референца знака | &#1164;                               | &#x48C;                               | &#1165;                             | &#x48D;                             |

## Слична слова
Ѣ ѣ : Ћириличко слово Полумеки знак.
Ь ь : Ћириличко слово Меки знак.
Ъ ъ : Ћириличко слово Тврди знак.